# كيم جو-ريونغ
كيم جو-ريونغ هي ممثلة كورية جنوبية ولدت في 10 سبتمبر 1976.